# Bilsby
Bilsby – wieś w Anglii, w hrabstwie Lincolnshire, w dystrykcie East Lindsey. Leży 50 km na wschód od Lincoln i 197 km na północ od Londynu.